# Mieko Fukui
Mieko Fukui (福井美恵子?, Fukui Mieko; Hino, 3 dicembre 1956 – 30 novembre 1980) è stata una cestista giapponese.

## Carriera
Con il Giappone ha disputato due edizioni dei Mondiali (1975, 1979) e una dei Giochi olimpici (1976).